# Nina von Lerchenfeld

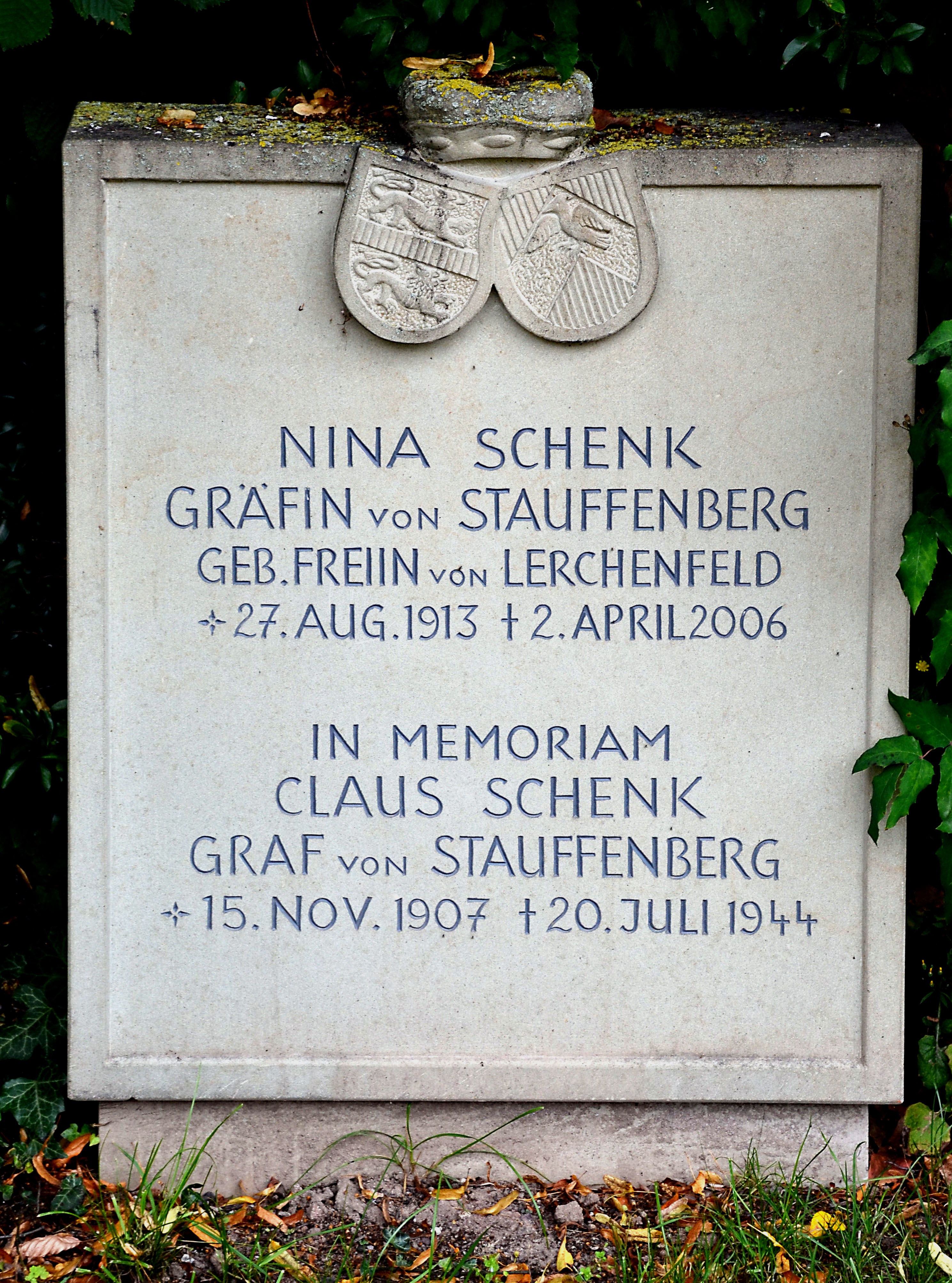
Tumba de la baronesa Nina Freiin von Lerchenfeld.

Nina Freiin (baronesa) von Lerchenfeld, llamada al casarse Nina Schenk Gräfin (condesa) von Stauffenberg (n. Kaunas, Lituania, 27 de agosto de 1913 - f. Kirchlauter, Baviera; 2 de abril de 2006) fue una baronesa perteneciente a la alta nobleza alemana y la única esposa del coronel de la Wehrmacht Claus von Stauffenberg, autor ejecutivo del fallido atentado del 20 de julio de 1944 contra el líder nazi, Adolf Hitler.

## Biografía
Nina Gräfin Schenk von Stauffenberg nació en Kaunas (Kowno), Lituania en 1913, con el nombre de Magdalena Isabel Vera Lydia Herta Freiin von Lerchenfeld, cuyo diminutivo por la cual se le conocía en el ámbito familiar era Nina (en idioma ruso-lituano), su familia practicaba la fe prostestante y su padre era un Cónsul General de Alemania en Lituania, llamado Gustav Freiherr von Lerchenfeld y su madre, una alemana de la región del Báltico y baronesa llamada Anna Freiin von Stackelberg.
Nina Freiin von Lerchenfeld a sus 16 años estudiaba la secundaria en un internado Wieblingen cerca de Heidelberg cuando conoció al joven aristócrata y militar, Claus von Stauffenberg en 1929, se comprometieron en el día de su cumpleaños en 1930 y después de un noviazgo de casi tres años, se casaron el 26 de septiembre de 1933, año del advenimiento del nazismo, bajo la fe católica que practicaba la familia von Stauffenberg. 
En la ceremonia de casamiento, Claus von Stauffenberg asistió vestido con uniforme militar del Reichswerh.
El matrimonio tuvo cinco hijos:

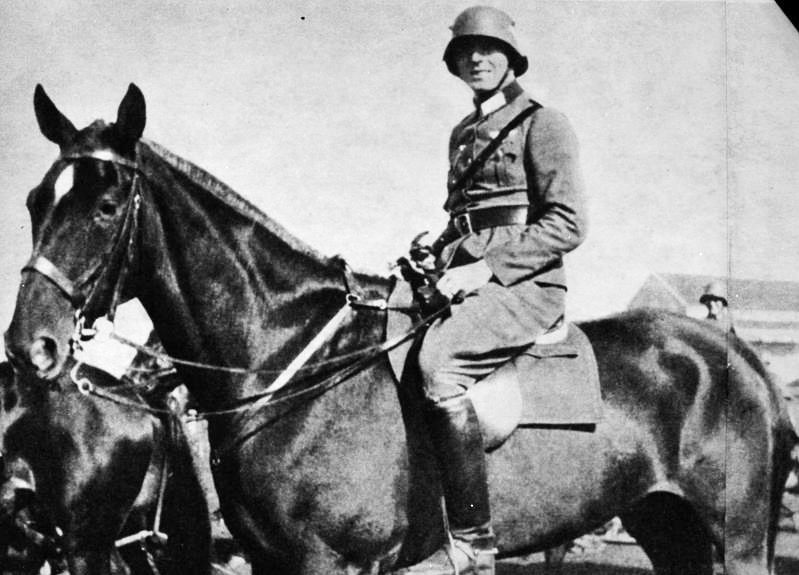
Claus von Stauffenberg en 1926.

- Berthold María Schenk Graf von Stauffenberg (nacido en 1934).
- Heimeran Schenk Graf von Stauffenberg (nacido en 1936).
- Franz Ludwig Schenk Graf von Stauffenberg (nacido en 1938).
- Valerie Ida Huberta Karoline Anna María Schenk Gräfin von Stauffenberg (nacida en 1940 y muerta en 1966).
- Konstanze Schenk Gräfin von Stauffenberg (nacida en cautiverio en enero de 1945).

## Resistencia
Con el advenimiento del nazismo, el matrimonio Stauffenberg se adhirió con alguna expectativa a la llegada al poder de Hitler; pero más tarde, algunos integrantes de la familia de von Stauffenberg como su tío Nikolaus Graf von Üxküll-Gyllenband y su hermano Berthold Schenk Graf von Stauffenberg a raíz de la política antisemita se unieron a grupos pertenecientes a los altos estratos sociales disidentes y cerrados que buscaban la deposición de Hitler del poder. 
En un primer momento, Claus von Stauffenberg no se adhirió a estos movimientos, pero al participar formando filas en la 6ª División Panzer, en las operaciones contra Polonia y además en el Frente Oriental, en la ciudad de Stalingrado, pudo darse cuenta de los excesos de la política nazi contra la población judía (Véase: Einsatzgruppen) rechazando tales crímenes. La derrota de los alemanes en esa ciudad fue de tal magnitud psicológica en la moral de la Wehrmacht que Stauffenberg terminó por decepcionarse del nazismo.
Stauffenberg fue transferido al frente africano donde fue gravemente herido en febrero de 1943 siendo enviado a Alemania. Claus von Stauffenberg después de la recuperación es adjuntado como oficial de enlace del Ejército de Reserva con asiento en Bendlerstrasse en Berlín, se une a la resistencia al nazismo, liderada por Friedrich Olbricht. La función que ejerce le sirve para acercarse a Hitler.
Nina von Stauffenberg no fue informada al detalle ni involucrada abiertamente en la conspiración, pero sí su marido le develó someramente que se estaba complotando contra el régimen en los días próximos al atentado.
Nina von Stauffenberg vio por última vez con vida a Claus von Stauffenberg camino al aeropuerto.
El 20 de julio de 1944, fracasa el Putsch contra Hitler y Stauffenberg es ejecutado en la noche del 21 de julio de 1944. Nina von Stauffenberg se enteró del fracaso del atentado y la muerte de su marido por la radio. Su cuñado, Berthold Schenk Graf v. Stauffenberg fue ejecutado el 10 de agosto de 1944.

## Prisión
La persecución de los conspiradores por parte de la Gestapo dirigida por Himmler alcanza a las familias de los implicados, por orden de Hitler se aplica la práctica del Sippenhaft y Nina von Stauffenberg es despojada de sus cuatro hijos a los que se les cambia el apellido Stauffenberg por Meister, aunque ella estaba embarazada de tres meses de Konstanze no es ejecutada y es transferida a un hospital-prisión en Fráncfort del Óder.
Melitta Schenk Gräfin von Stauffenberg su concuñada y piloto de pruebas de la Fuerza Aérea fue encarcelada junto a su esposo, el oficial de la Wehrmacht Alexander Schenk Graf von Stauffenberg y liberada algunas semanas después por orden de Hermann Göring a causa de sus servicios en la Luftwaffe, ella intentó realizar algunos tanteos para en pro de ayudar a Nina von Stauffenberg; pero estando la aviadora en una situación muy delicada, sus gestiones fueron tenues.
Sus cuatro hijos fueron llevados a un orfanato con el apellido Meister en Turingia, a la espera de ser cedidos a familias alemanas leales al régimen. Su madre, la baronesa Anna von Freiin Stackelberg es llevada a un campo de concentración en Ravensbrück, donde fue ejecutada en abril de 1945.
Nina von Stauffenberg dio a luz a Konstanze en Fráncfort del Óder en enero de 1945, fue transferida sucesivamente a varios campos de prisioneros. En abril de ese año, Hitler dicta la fatídica orden de eliminar a todos los prisioneros especiales del régimen que permanecen aún en prisión, pero los guardias SS a cargo de la baronesa no alcanzan a ejecutar la orden y Nina von Stauffenberg es liberada por los americanos en Franken, reuniéndose más tarde con todos sus hijos en una finca de Lautlingen siendo acogida en el seno de la Familia Stauffenberg en el castillo de Kirchlauter en Lautlingen, Baden-Württemberg.

## Posguerra
Nina von Stauffenberg después de la guerra dio testimonio de su admiración y sacrificio de su marido en su lucha contra del nazismo ayudando a limpiar su imagen como un supuesto traidor al régimen nazi y a mejorar las relaciones de las fuerzas de ocupación con la población sobreviviente alemana.
Su primogénito, Berthold María Schenk Graf von Stauffenberg siguió la tradición militar y llegó a ser general del Bundeswehr. 
Valerie falleció a sus 26 años en Múnich.
Nina von Stauffenberg falleció en una casa de campo señorial en Lerch, Bamberg, el 2 de abril de 2006 a sus 92 años, sus cuatro hijos restantes aún le sobreviven.